# Salt & Pepper (sång)
Salt & Pepper är en låt från 2012 skriven av Lina Eriksson, Mårten Eriksson och Fredrik Boström.
Låten framfördes första gången i första deltävlingen i Växjö under Melodifestivalen 2012 av Marie Serneholt. Där åkte låten ut ur tävlingen.

### Fotnoter
1. ↑  ”SVT”. 2 februari 2012. Arkiverad från originalet den 6 mars 2012. https://web.archive.org/web/20120306192127/http://svt.se/melodifestivalen/20120202103030/marie_serneholt_kor_catsuit_pa_catwalken. Läst 4 mars 2012.